# Ana Laan
Ana Laan, pseudonimo di Ana Serrano van der Laan (Madrid, 1967), è una cantautrice spagnola.

## Biografia
Nata a Madrid, in Spagna, nel 1967, è cresciuta a Stoccolma, in Svezia, dove vi erano, nel suo stabile, inglesi, spagnoli e svedesi. 
In seguito, si trasferì in Inghilterra durante la sua adolescenza e successivamente in Spagna, dove ha studiato filologia in inglese. 
Iniziò la sua carriera musicale in Spagna, eseguendo registrazioni e spettacoli con diversi artisti spagnoli tra cui Javier Álvarez, Sergio Dalma, Jorge Drexler, Diego Vasallo, Christina Rosenvinge e David Broza.
Ha trascorso l'estate 2006 a New York registrando il suo secondo disco, Chocolate and Roses, assieme Leo Sidran. 
Anche se le sue radici latine sono ancora evidenti in questa collezione, le sue composizioni comprendono più canzoni con testi in inglese e in francese. 
Ha collaborato con Phil Mossman (LCD Soundsystem, U2), Matías Cella (Kevin Johansen, Jorge Drexler), Michael Leonhart (Lenny Kravitz, Steely Dan), Ramón Leal e Javier Álvarez.

## Influenze
Le influenze di Ana Laan nella sua musica sono: Jorge Drexler, Erik Satie, Björk, Rufus Wainwright, Les Luthiers, Camille, Keren Ann, Fiona Apple, Shawn Colvin, Joni Mitchell, Harold Arlen, Kevin Johansen, Aterciopelados, The Beatles, João Gilberto, Caetano Veloso, Gal Costa, Marisa Monte, Gilberto Gil, Paul Simon, Henri Salvador, Maria Albistur, Heitor Villa-Lobos, Bebel Gilberto, Brazilian Girls, Blue Nile, Bulgarian Voices, Radiohead, Portishead, PJ Harvey, Arvo Pärt, Sade, Manzanita, Morcheeba, Nouvelle Vague, Benjamin Biolay, Elvis Costello, Mercedes Sosa, Misa Criolla (Ariel Ramírez), Billie Holiday, Chet Baker, Bill Evans, Blossom Dearie, Emilíana Torrini, Imogen Heap, Marvin Gaye, Bruce Springsteen, Astrud Gilberto, Javier Álvarez, Fernando Cabrera e altri.

## Discografia

### Album
- Apocalypso - 2002
- Sicalyptico - 2004
- Orégano - 2004/5
- Chocolate and Roses - 2007
- Sopa de Almendras - 2011